# Refractómetro

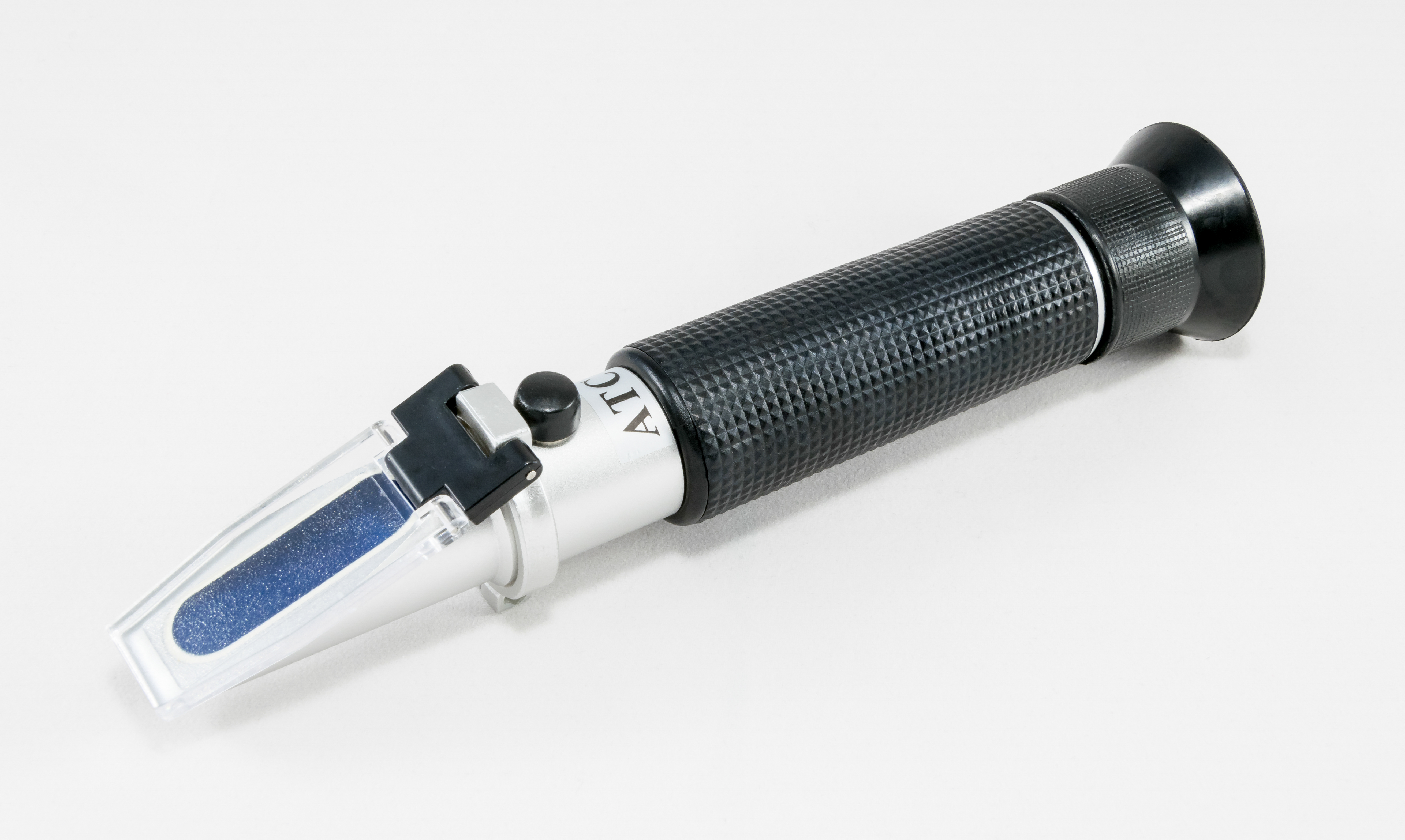
Refractómetro manual

Un refractómetro es un aparato destinado a medir el índice de refracción de un medio material. Se basan en la medida del llamado ángulo crítico o ángulo límite o en la medida del desplazamiento de una imagen.
Se denomina ángulo crítico, o ángulo límite, al ángulo de refracción en un determinado medio material cuando el ángulo de incidencia de la radiación es de 90° respecto de la recta perpendicular a la interfaz de separación entre un medio material de índice de refracción conocido, generalmente el aire, y el medio material de índice de refracción desconocido.
Existen varios tipos de refractómetros:
- Refractómetro de Abbe.
- Refractómetro de Pulfrich.
- Refractómetro de inmersión.

## Partes fundamentales de un refractómetro
1. Lámpara: La fuente de radiación más común es la luz de un filamento de tungsteno que emite luz blanca.
2. Prisma: Es un pequeño bloque de material de vidrio con dos superficies planas y pulcras, diseñado para controlar ángulos con gran precisión. El prisma más común es el prisma Amici (Giovanni Battista Amici), que actúa como monocromador y selecciona la longitud de onda de 589 nm (línea de emisión del sodio).
3. escalas:

- escala de índice de refracción: Proporciona directamente los valores de índice de refracción, el intervalo es de n = 1,3 an = 1,7. Puede ser analógica o digital.
- escala de fracción (concentración) en masa de sacarosa: Significa el % en peso de sacarosa contenida en 100 g de solución de sacarosa. Proporciona directamente los valores de concentración de sacarosa en % (el intervalo es de 0% a 95%). Puede ser analógica o digital.

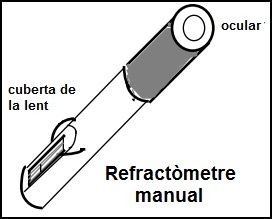
Figura 1

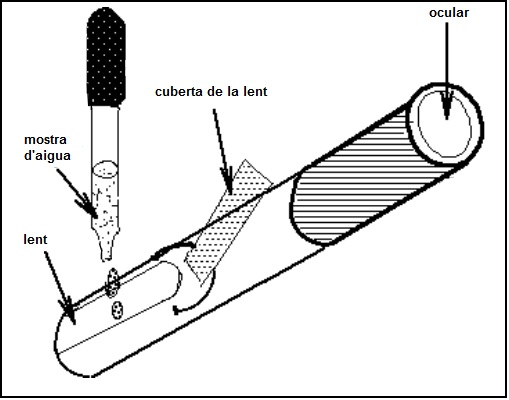
Figura 2

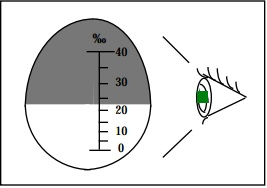
Figura 3

## Como emplear un refractómetro manual
A continuación se presentan instrucciones detalladas para utilizar un refractómetro manual como el que se muestra en la imagen:
1. El refractómetro (Figura 1) es un instrumento óptico delicado. Se debe utilizar con cuidado, evitando que sufra golpes. Proteja el instrumento de calor excesivo y de cambios drásticos en humedad. Guarde el refractómetro en su estuche cuando no esté en uso.
2. Proceda a retraer la cubierta plástica translúcida que cubre la lente (área de vidrio pulido), en la parte posterior del refractómetro. Si es necesario, limpie con cuidado la superficie del lente con papel de lente, sacaban cualquier mancha o residuo.
3. Tome una alícuota de su muestra de agua, utilizando un cuentagotas (preferiblemente de plástico). Coloque una o dos gotas sobre la lente, evitando tocar la superficie de la misma con la punta del cuentagotas (Figura 2).
4. Vuelva suavemente la cubierta plástica a la posición inicial, evitando la formación de burbujas o espacios de aire entre la lente y la cubierta.
5. Colóquese frente al sol o una fuente de iluminación artificial si trabaja en el laboratorio y observe a través del ocular del refractómetro. Oriente el refractómetro a la fuente de iluminación de manera que pueda distinguir con claridad una escala numérica en el hemisferio de la lente. La escala está calibrada para leer salinidad en partes por mil (‰). Asimismo notará que su campo de visión está dividido en un hemisferio norte de color opaco y un hemisferio sur translúcido. La línea horizontal que separa ambos hemisferios será su marcador de salinidad en la escala numérica. El punto donde esta línea se interseca con la escala numérica indica la salinidad de su muestra (Figura 3).
6. Una vez ha realizado la medida de salinidad, levante la cubierta plástica. Lave la muestra de agua de la lente y de la cara interna de la cubierta plástica lavando con agua destilada y después seque cuidadosamente con papel de lente. Vuelva a la cubierta plástica en su posición original. Al terminar de utilizar el refractómetro recuerde limpiarlo, poner en su estuche y guardarlo en un lugar apropiado.